# I Love the Nightlife (Disco 'Round)
I Love the Nightlife (Disco 'Round) è un singolo della cantante statunitense Alicia Bridges, pubblicato il 19 giugno 1978 come primo estratto dal primo album in studio eponimo.

## Antefatti
Alicia Bridges e Susan Hutcheson hanno scritto la canzone nel 1977 per Bill Lowery, fondatore della Southern Music: Bridges aveva suggerito a Hutcheson di scrivere un brano con le parole "disco" e "boogie" nel titolo dopo aver consultato una top ten musicale in cui comparivano solo canzoni con titoli rimandanti ai generi dance. Ne è risultato Disco 'Round, che tuttavia è diventato il sottotitolo di I Love the Nightlife, su consiglio del produttore Steve Buckingham che considerava il pezzo un numero R&B e non disco. La stessa Bridges sperava che la canzone ricevesse un'accoglienza da pezzo Memphis Soul, definendolo «un qualcosa che Al Green poteva cantare».

## Accoglienza
Il 26 agosto 1998 MTV ha posizionato il brano al numero 37 della lista delle 54 migliori canzoni dell'era disco.

## Tracce
7"
1. I Love the Nightlife (Disco 'Round) – 3:10
2. Self Applause – 3:23

12" (1978)
1. I Love the Nightlife (Disco 'Round) (Special Disco Mix) – 5:37
2. City Rhythm – 3:38

12" (1994)
1. I Love the Nightlife (Disco 'Round) (Original) – 3:25
2. I Love the Nightlife (Disco 'Round) (Rapino Brothers Night of The Disco Trash 12" Mix) – 4:47
3. I Love the Nightlife (Disco 'Round) (Trash Europe Express 12" Mix) – 5:18
4. I Love the Nightlife (Disco 'Round) (Phillip Damien Extended Vox) – 6:20

CD
1. I Love the Nightlife (Disco 'Round) (Original) – 3:29
2. I Love the Nightlife (Disco 'Round) (Real Rapino 7" Mix) – 3:32
3. I Love the Nightlife (Disco 'Round) (Phillip Damien 7" Mix) – 3:24
4. I Love the Nightlife (Disco 'Round) (Real Rapino 7" Instrumental) – 3:29

## Successo commerciale
Il singolo ha raggiunto la top ten della Billboard Hot 100 nel novembre 1978, dopo ventuno settimane di permanenza in classifica.

## Classifiche

### Classifiche settimanali
| Classifica (1978-95) | Posizione massima |
| -------------------- | ----------------- |
| Australia            | 9                 |
| Belgio (Fiandre)     | 7                 |
| Canada               | 3                 |
| Germania             | 35                |
| Islanda              | 5                 |
| Nuova Zelanda        | 4                 |
| Paesi Bassi          | 11                |
| Regno Unito          | 32                |
| Stati Uniti          | 5                 |
| Sudafrica            | 7                 |

### Classifiche di fine anno
| Classifica (1978) | Posizione |
| ----------------- | --------- |
| Canada            | 75        |
| Stati Uniti       | 88        |
| Classifica (1979) | Posizione |
| Australia         | 48        |
| Belgio (Fiandre)  | 77        |
| Canada            | 107       |
| Paesi Bassi       | 85        |
| Stati Uniti       | 64        |
| Classifica (1994) | Posizione |
| Australia         | 52        |
| Classifica (1995) | Posizione |
| Nuova Zelanda     | 45        |

## Cover e utilizzo nei media
Nel corso degli anni il brano è stato oggetto di numerose cover da parte di altri artisti, tra cui i Bronski Beat, Tom Jones e Lola Falana, e La India e Nuyorican Soul. Nel 1994 è stato utilizzato nella colonna sonora del film Priscilla - La regina del deserto, che gli ha permesso di rinnovare la sua popolarità. Altri utilizzi noti del brano sono nella commedia del 1979 Amore al primo morso, nella pellicola del 1998 The Last Days of Disco e in varie serie televisive come I Simpson.